# برج مكاتب مركز التجارة العالمي
برج مكاتب مركز التجارة العالمي هو أطول الأبراج في مركز التجارة العالمي في نيروبي المملوك لشركة نيروبي جي تي سي للصناعة المحدودة. هو من ناطحات السحاب ومن قائمة أطول المباني في كينيا، ويرتفع 184 متر (604 قدم) فوق سطح الأرض، مع 42 طابقًا.

## التاريخ
برج مكاتب مركز التجارة العالمي هو المبنى الرئيسي بين ناطحات السحاب متعددة الاستخدامات الأخرى التي تشكل مركز التجارة العالمي. يقع على قطعة أرض مساحتها 7.5 فدان في حي ويستلاندز في أبر باركلاندز. يتألف المبنى من ستة أبراج منها، برج مكاتب 3A Plus والمكون من 42 طابقًا، وبرج فندقي مكون من 35 طابقًا يستضيف سلسلة فنادق جي دبليو ماريوت الأمريكية، وأربع شقق سكنية تتراوح من 24 إلى 28 طابقًا. يتضمن أيضًا مركزًا تجاريًا مكونًا من 4 طوابق ومتجرًا تجاريًا مكونًا من 3 طوابق. داخل البرج مكاتب جي تي سي والعديد من المؤسسات الأخرى. يقع البرج في أقصى الجنوب حيث تواجه واجهته الأمامية طريق نيروبي السريع.